# Giovanni Battista Bononcini

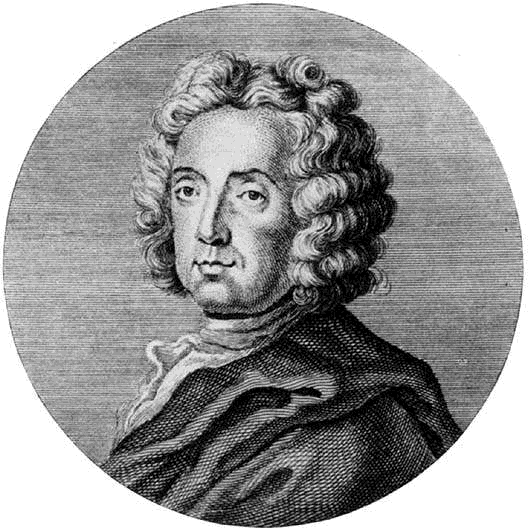
Giovanni Battista Bononcini

Giovanni Battista Bononcini (Modena, 18 juli 1670 - Wenen, 9 juli 1747) was een Italiaans barokcomponist en cellist.

## Levensloop
Bononcini werd geboren in Modena in Italië als oudste van drie zoons in een muzikale familie. Zijn vader Giovanni Maria Bononcini (1642–78) was violist en componist. Zijn jongste broer Antonio Maria Bononcini was ook componist.
Hijzelf studeerde cello in Bologna, werd kapelmeester van de San Giovanni in Monte en werkte daarna in Milaan, Rome, Wenen en Berlijn.
Van 1720 tot 1732 was hij in Londen, waar hij in populariteit moest wedijveren met Georg Friedrich Händel, die in 1712 in Londen was gekomen. De tories waren op Händels hand, terwijl de whigs voorkeur hadden voor Bononcini. Händel won steeds meer aan populariteit, Bononcini kwam in loondienst bij Sarah Churchill, de hertogin van Marlborough, die zijn bewonderaarsschare leidde. Hij verliet Londen nadat een beschuldiging van plagiaat bewezen werd: hij had een madrigaal van Lotti als eigen werk opgevoerd.
Hij verbleef nog enige jaren in Frankrijk, ging in 1736 naar Wenen en schreef een opdrachtwerk Te Deum (1741) dat later uitgevoerd werd ter ere van de Vrede van Aken (1748). Vervolgens kreeg hij vanaf 1 oktober 1742 een pensioen van 50 florijn per maand toegekend door Maria Theresia.  Op 7 juli 1747 stierf hij als een eenzaam en verarmd man.

## Composities
Bononcini publiceerde zijn vroegste werken voor cello in 1685 in Bologna. Zijn oeuvre omvat een aantal opera's, missen, en een begrafenisanthem voor John Churchill, de 1e graaf van Marlborough. Een van zijn opera's, Xerse, parodieert materiaal dat is ontleend aan een vroege versie van een opera van Francesco Cavalli, waaronder de aria Ombra mai fu. Bononcini's opera Xerse werd overigens later door rivaal Händel aangepast met nog een derde versie van Ombra mai fu, die het meest bekend werd. Johann Sebastian Bach baseerde zijn fuga in c-moll voor orgel (BWV 574) op een thema van Bononcini, uit diens collectie van triosonates opus 6 (aanvankelijk werd dit thema toegeschreven aan Giovanni Legrenzi).

### Opera

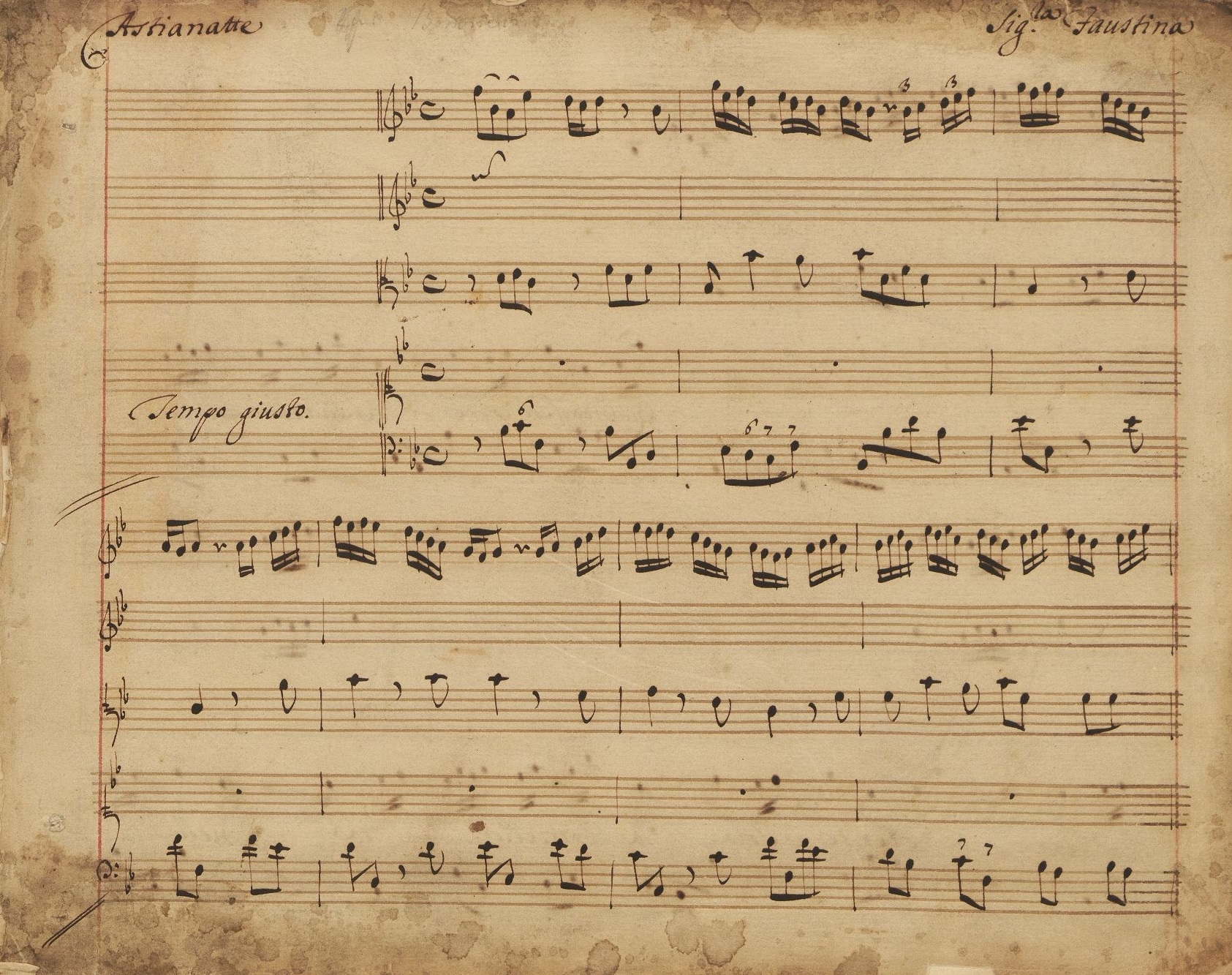
Astianatte, c. 1727

- Xerse (1694)
- Il trionfo di Camilla (1696)
- L'amore eroica fra pastori (1696)
- La clemenza di Augusto (1697)
- La fede pubblica (1699)
- Cefalo (1702)
- Etearco (1707)
- Maria fuggitivo (1708)
- Astarto (1720)
- L'odio e l'amore (1721)
- Crispo (1721)
- Griselda (1722)
- Erminia (1723)
- Calphurnia (1724)
- Astianatte (1727)
- Alessandro in Sidone (1737)

### Overige werken
- Oratorium San Nicola di Bari (Silvio Stampiglia, Rome 1693)
- Messe brevi (1688)
- Divertimenti da camera (1722)
- XII Sonatas for the Chamber (1732)
- Lidio, schernito amante (cantate)